# Шпилёво (Дмитров)
Шпилёво (посёлок Шпилёво) — бывшая деревня (сельцо), затем посёлок. Сейчас — район частной жилой застройки в южной части города Дмитрова Московской области.
На севере граничит с Горьковским посёлком, на востоке с Одинцово, на юге через лес с селом Перемилово.

## Расположение
Находится на склоне возвышенности. Вдоль Шпилёво протекает речка Хамиловка (приток Яхромы), благодаря которой получили название улицы: 1-й, 2-й, 3-й, 4-й, 5-й, 6-й Речной переулок. На западе Шпилёво ограничивает канал имени Москвы, за ним и за рекой Яхромой находится  деревня Микишкино.
На западе посёлка проходит старый Московский тракт (Дмитров — Москва), сейчас автодорога 46К-0441. Через юг посёлка проходит железнодорожная ветка Большого кольца Московской железной дороги.

## История
Деревня Шпилево указана на карте Шуберта, датированной 1860 годом.
Сельцо Шпилёво при речке Хомиловке упоминается в «Историко-статистическом археологическом описании города Дмитрова с уездом и святынями» от 1893 года. В котором было 11 дворов (44 мужчины и 47 женщин).
В 1913 году сельцо Шпилёво Ольговской волости Дмитровского уезда в 16 дворов. В поселении имение А. А. Кехли.
Раньше деревня состояла из одной, сейчас Шпилёвской, улицы. На которой стоял барский дом, находился пруд (ныне засыпан) и росли старые деревья.
По данным 1926 года входит в состав Подлипецкого сельсовета вместе с лесничеством Шпилево.
Приходской церковью для деревни была Казанская церковь в селе Подлипичье.
К Шпилёво примыкали сельскохозяйственные земли колхоза «Заря», располагающегося в селе Подлипичье.

### Посёлок Шпилёво

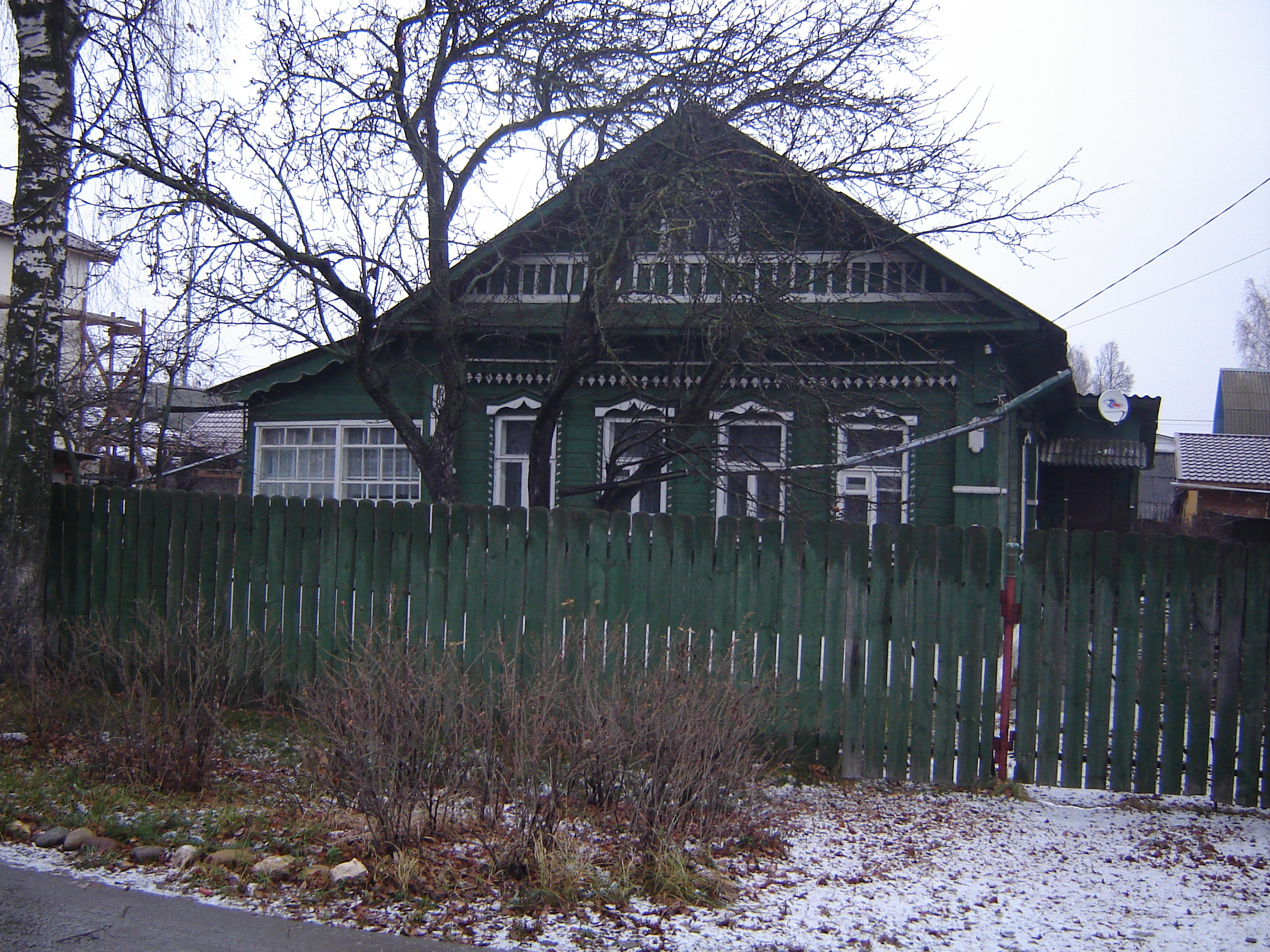
Стандартный дом застройки посёлка Шпилёво, собираемый по каркасно-щитовой технологии

10 апреля 1932 года  Президиум ВЦИК постановил «Включить в черту г. Дмитрова, Дмитровского района, селения: Подлипичье, Шпилёво и Подлипичью слободу с их земельными угодиями».
С 1932 по 1937 год идёт строительства канала Москва-Волга, проходящего через Дмитров. Для строительства был сформирован Дмитлаг, где работали заключённые. Вдоль строящегося канала располагаются бараки с заключёнными. 
Для работников предприятий Дмитрова строятся частные дома. Так возникает посёлок. 

### Новейшая история
В 2000—2010-х годах в юго-восточной части расширение посёлка, строительство нового микрорайона Молодёжный.

## Улицы
- Шпилёвская, 2-я Шпилёвская
- 1-й, 2-й, 3-й, 4-й, 5-й, 6-й Речной переулок
- Нагорная, 2-я Нагорная
- Льва Толстого
- Некрасова
- Аллейная
- Солнечная
- Разина
- Лермонтова
- Осипенко
- Гоголя и Гагарина
- Березовая
- Трикотажный тупик
- Лесная улица
- Комарова